# Dysderina
Dysderina là một chi nhện trong họ Oonopidae.